# Przemysł w Hiszpanii
Przemysł w Hiszpanii (hiszp. Industria en España) – zespół czynności gospodarczych charakteryzujący się przetwarzaniem surowców poprzez procesy przemysłowe, w konsekwencji prowadzące do otrzymania produktów przeznaczonych do konsumpcji.
Obecnie w sektorze wtórnym zatrudnionych jest 30% mieszkańców Hiszpanii. Jest to jeden z czterech najważniejszych działów tamtejszej gospodarki.

## Historia
Proces industrializacji w Hiszpanii rozpoczął się znacznie później niż w pozostałych państwach Europy.

### Proces industrializacji
Kiedy w 1780 roku Wielka Brytania przeżywała rozkwit gospodarczy, Hiszpania cierpiała na opóźnienie industrializacyjne. Wydatki spowodowane wojnami, utrata kolonii amerykańskich, rządy Napoleona oraz niekorzystna sytuacja polityczna doprowadziły do opóźnienia gospodarczego. Na przełomie XVIII i XIX wieku większość mieszkańców wciąż trudniło się w rolnictwie. Dopiero rok 1830 przyniósł zmiany w gospodarce Hiszpanii. Było to możliwe dzięki rozwojowi przemysłu węglowego, żelaznego w Asturii oraz hutnictwa w Andaluzji, a przede wszystkim dzięki wyrobom włókienniczym pochodzących z Katalonii.
Pierwsza rewolucja industrializacyjna bazowała na mechanizacji. Miała ona miejsce dzięki rozwojowi włókiennictwa, górnictwa i metalurgii. Druga rewolucja przemysłowa datowana jest na 1880 rok i wiąże się z wprowadzeniem nowych form energii oraz nowych wynalazków takich jak telefon. Trzecia rewolucja przemysłowa przypada na drugą połowę XX wieku. Była ona możliwa dzięki odkryciu fizyki kwantowej, rozwojowi informatyki i elektroniki, a także dzięki rozwojowi komunikacji.

### Chronologia
- 1900 – 1959 – początek rewolucji przemysłowej w Hiszpanii
- 1907 – prawa ochronne dla przemysłu w Katalonii i Kraju Basków
- 1929 – kryzys spowodowany wojną
- 1941 – powstanie INI, które miało pomóc w rozwoju przemysłu
- 1959 – Plan de Estabilización – plan stabilizacji; powstały trzy plany rozwoju przemysłu w Hiszpanii
- 1975 – 1984 – kryzys po śmierci Franco
- 1983 – ZUR, najbiedniejsze strefy zostały objęte programem, który miał pomóc w ich rozwoju
- 1984 – ustanowienie prawa, które przyczyniło się do rozwoju czterech sektorów przemysłowych
- 1986 – Hiszpania staje się częścią Unii Europejskiej

## Sektory przemysłu
Z biegiem czasu technologia uległa rozwojowi, dlatego też niektóre sektory przemysłowe musiały zaadaptować się do nowych potrzeb konsumentów XXI w. Niektóre sektory podołały temu zadaniu, lecz inne nie zdołały mu sprostać. Sektory przemysłowe, które straciły na wadze to: hutnictwo, włókiennictwo oraz p. okrętowy; sektory o rosnącym znaczeniu to: p. samochodowy, chemiczny, farmaceutyczny, żywieniowy, elektryczny i elektroniczny oraz maszyneria.
Wyróżnia się 8 głównych sektorów, które można podzielić na 2 duże grupy:
1. Przemysł ciężki – wykorzystuje duże fabryki, zużywając wielkie ilości surowców i energii:
- Hutnictwo (Asturia, Kraj Basków)
- P. chemiczny (Katalonia, Walencja, Madryt, Andaluzja)
- P. okrętowy (Galicja, Asturia, Kraj Basków, Murcja, Andaluzja)
- P. maszynowy, p. elektryczny i elektroniczny (cała Hiszpania)
- Farmaceutyka (Katalonia, Madryt)
- P. samochodowy (Walencja, Andaluzja, Katalonia, Kastylia i León, Galicja, Nawarra, Aragonia)

2. Przemysł lekki – przekształca nieobrobione, lub wpół przerobione surowce na produkty przeznaczone stricte na konsumpcje oraz do firm usługowych.
- P. żywieniowy (cała Hiszpania)
- Włókiennictwo (Katalonia, Walencja, Galicja)

## Lokalizacja przemysłu
Występowanie stref przemysłowych jest określone przez tzw. czynniki lokalizacji. Wymienia się 9 najważniejszych czynników:
- Dostępność zasobów naturalnych
- Siła robocza
- Węzły komunikacyjne
- Rynek zbytu
- Pomoc państwa
- Telekomunikacja
- Bariery środowiskowe
- Rozwój technologiczny
- Region przemysłowy

W Hiszpanii można wyróżnić trzy najbardziej uprzemysłowione regiony:
- Katalonia (drewno / meble, p. żywieniowy, maszyneria, transport naziemny, elektronika, p. chemiczny / paliwowy, p. samochodowy, p. papierniczy / graficzny, włókiennictwo)
- Kraj Basków (p. metalurgiczny, p. samochodowy, maszyneria, p. okrętowy, p. papierniczy / graficzny)
- Madryt (p. samochodowy, maszyneria, lotnictwo, transport naziemny)

## Energia
Hiszpania to państwo o wielkim zapotrzebowaniu energetycznym, jednakże nie ma wystarczająco dużo źródeł energii, ze względu na niewielką ilość surowców.

### Produkcja energii
Hiszpańskie pokłady węgla są rozsiane po całym półwyspie. Znajdują się na obszarach Asturii, León, południowo-wschodniej części półwyspu i w kotlinie Teruel. Główne pokłady gazy ziemnego spotyka się na wybrzeżu Tarragońskim oraz na terenach nadbrzeżnych. Produkcja paliwa ma niewielkie znaczenie. Hiszpania jest bogata w rozległą sieć wodną; używa się zapór i zbiorników spiętrzających wodę do produkcji energii wodnej.

### Energia odnawialna
W ostatnich dekadach XX w., w Hiszpanii, rozpoczęła się produkcja energii odnawialnych, sprzyjających środowisku. Na przykład energia wiatrowa jest jedną z energii najlepiej rozwijających się na terenie Hiszpanii. Obszary sprzyjające wykorzystaniu tego typu energii to: Wyspy Kanaryjskie, obszar cieśniny Gibraltarskiej, wybrzeże galijskie, doliny rzeki Ebro oraz Płaskowyż Centralny. Inną popularną energią odnawialną w Hiszpanii jest energia słoneczna, co zawdzięcza się długim dniom wynikających ze strefy, w jakiej znajduje się półwysep.

#### Typy energii odnawialnej
- e. wodna
- e. słoneczno-termiczna
- e. słoneczna
- e. wiatrowa
- e. geotermiczna
- e. pływowa

## Podsektor budownictwa

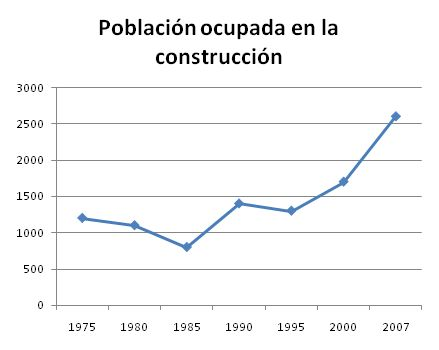
Ludność zatrudniona w budownictwie

Podsektor budownictwa jest niezależnym sektorem w sektorze wtórnym i dlatego bardzo często ma swoje własne wskaźniki ekonomiczne. W latach 60. XX wieku budownictwo było jednym z elementów dzięki którym miał miejsce rozwój przemysłowy. Ten rozwój, jak i migracja ludności wsi do miast spowodowało budowanie większej ilości budynków mieszkalnych, lokali i fabryk przemysłowych. Budownictwo było również bardzo znaczącym impulsem, który wpłynął na rozwój np. cementowni, hut, jak również przemysłów dopełniających, takich jak ceramiczny, drzewny czy meblowy. Jednakże kryzys, który pojawił się w latach 60 mocno wpłynął na dalszy rozwój budownictwa, co jednak skończyło się w latach 80. Podczas następnej dekady pojawia się wpływ rządu, przez co podsektor ten zaczął się głównie zajmować pracami typowo publicznymi takimi jak budowanie oczyszczalni ścieków czy dróg samochodowych. Od roku 1998 można było odczuć apogeum w tym podsektorze, które trwało do roku 2007. W tym czasie pojawił się nieproporcjonalny wzrost cen mieszkań, co było spowodowane np. przekwalifikowaniem ziem. Rezultatem tych zmian było zmniejszenie zainteresowania społeczeństwa w zakupie mieszkań. Jednak mimo wszystko budownictwo przez swoją bardzo ważną rolę w tworzeniu nowych miejsc pracy i we wpływie jaki ma na produkcję w innych działach, stało się kluczowym sektorem w hiszpańskiej gospodarce. Od roku 2008, przez głęboki światowy kryzys i wysokie ceny mieszkań pojawia się brak zainteresowania ze strony ludzi, co prowadzi do tego, iż są zamykane firmy konstruktorskie i następuje redukcja etatów we wszystkich działach powiązanych z tym działem.

## Społeczeństwo aktywne w sektorze wtórnym

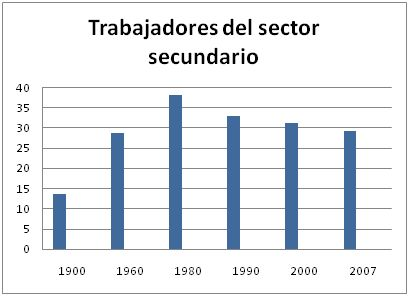
Ludność pracująca w sektorze wtórnym

Wzrost liczby osób pracujących w drugim sektorze od początków XX wieku był spowodowany przemieszczaniem się ludności wiejskiej do miast. Ten fakt wpłynął również na status Hiszpanii, i od tego momentu mogła się cieszyć mianem państwa przemysłowego. Liczba osób, które pracowały w tym sektorze zmalała w latach 80 przez kryzys z roku 1973. W roku 2007 pojawia się redukcja osób zatrudnionych, co spowodowane jest wprowadzeniem maszyn oraz tzw. outsourcing gospodarki hiszpańskiej. W przypadku budownictwa liczba osób zatrudnionych nadal rosła, pomimo wszelkich wpływów typowo gospodarczych. Najwięcej pojawiło się w roku 2007, dzięki wciąż napływającym imigrantom. Jednak to właśnie w tym podsektorze jest największe ryzyko zawodowe, i tym samym wskaźnik wypadków śmiertelnych jest tu najwyższy.